# Sachalinobiini
Los sacalinobiínos (Sachalinobiini) son una tribu de coleópteros crisomeloideos de la familia Cerambycidae.

## Géneros
Tiene los siguientes géneros:
- Sachalinobia - Xenoleptura[1]